# Ecuación funcional
En matemáticas o en sus aplicaciones, una ecuación funcional es una ecuación que se expresa a través de una combinación de variables independientes y funciones incógnitas, cuya expresión y valor deben ser resueltos. Es posible determinar las propiedades de las funciones analizando los tipos de ecuaciones funcionales que las mismas satisfacen. El término ecuación funcional está por lo general reservado a ecuaciones que no son fácilmente reducibles a ecuaciones algebraicas: esto se debe a que en muchos casos dos o más funciones conocidas son sustituidas como argumentos de una función incógnita, que debe ser resuelta.

## Ecuación funcional elemental
Se llama ecuación funcional elemental a aquella que conlleva como incógnita una función de una variable. Los elementos que contienen la función están ligados por suma (diferencia), producto (cociente), producto por un escalar o la composición de funciones.
Similarmente, en el caso de las ecuaciones diferenciales ordinarias, una función (o aplicación) aparece como una incógnita. Por ejemplo, y' = ky, cuya solución es una familia de funciones monoparamétrica.

## Ejemplos
- La ecuación funcional:

{\displaystyle \zeta (s)=2^{s}\pi ^{s-1}\sin \left({\frac {\pi s}{2}}\right)\Gamma (1-s)\zeta (1-s)}
es satisfecha por la función zeta de Riemann ζ. El símbolo Γ identifica a la función gamma.
- La ecuación funcional:

{\displaystyle \Gamma (x)={\Gamma (x+1) \over x}}
es satisfecha por la función gamma.
- La fórmula de reflexión de Euler:

{\displaystyle \Gamma (z)\Gamma (1-z)={\pi  \over \sin(\pi z)}}
es satisfecha por la función gamma.
- La ecuación funcional:

{\displaystyle f\left({\frac {az+b}{cz+d}}\right)=(cz+d)^{k}f(z)}
donde a, b, c, d son enteros tales que ad − bc = 1, define f que es una forma modular de orden k.
- Ejemplos de algunas funciones menos conocidas:

{\displaystyle f(x+y)=f(x)f(y)}, satisfecha por todas las funciones exponenciales.
{\displaystyle f(xy)=f(x)+f(y)}, satisfecha por todas las funciones logarítmicas.
{\displaystyle f(x+y)=f(x)+f(y)} (ecuación funcional de Cauchy).
{\displaystyle f(x+y)+f(x-y)=2(f(x)+f(y))} (ecuación cuadrática o ley del paralelogramo).
{\displaystyle F(az)=aF(z)(1-F(z))} (ecuación de Poincaré).
{\displaystyle G(z)={\frac {G(G(\lambda z))}{\lambda }}} (teoría del caos, scaling).
{\displaystyle f\left({\frac {x+y}{2}}\right)={\frac {f(x)+f(y)}{2}}} (Jensen).
{\displaystyle g(x+y)+g(x-y)=2g(x)g(y)} (d'Alembert).
{\displaystyle f(h(x))=cf(x)} (ecuación de Schröder).
{\displaystyle f(h(x))=f(x)+1} (ecuación de Abel)
- Un tipo simple de ecuación funcional es una relación de recurrencia. Formalmente hablando, esto involucra una función de variable entera, y también a operadores de traslación.

Un ejemplo de una relación de recurrencia es
{\displaystyle a(n)=3a(n-1)+4a(n-2)}
- Las leyes conmutativa y asociativa son ecuaciones funcionales. Cuando la ley asociativa se expresa en su forma usual, se coloca un símbolo entre dos variables para representar una operación binaria, o sea:

{\displaystyle (a\,b)\centerdot c=a\centerdot (b\,c),}
Pero si se escribe {\displaystyle f(a,b)} en vez de {\displaystyle ab}, entonces la ley asociativa se parece más a lo que convencionalmente se considera como una ecuación funcional:
{\displaystyle f(f(a,b),c)=f(a,f(b,c)).}
Un aspecto en común que comparten todos los ejemplos indicados previamente es que en cada uno de los casos dos o más funciones conocidas (algunas veces la multiplicación por una constante, otras la suma de dos variables, o aún la función identidad) son substituidas en la función incógnita que se desea resolver.
Si se pretenden obtener todas las soluciones, es posible que deban emplearse condiciones propias del análisis matemático; por ejemplo, en el caso de la ecuación de Cauchy mencionada previamente, las soluciones que son funciones continuas son las 'razonables', mientras que las otras soluciones que no es probable que tengan aplicaciones prácticas se pueden construir (utilizando una base de Hamel para los números reales como espacio vectorial sobre los números racionales). El teorema de Bohr-Mollerup es otro ejemplo muy conocido.

## Resolución de ecuaciones funcionales
La resolución de ecuaciones funcionales puede ser muy difícil, en esta sección se discuten algunos métodos que se suelen utilizar para resolverlas. Es importante analizar las funciones involutivas para poder resolver ecuaciones funcionales. Por ejemplo, si se considera la función {\displaystyle f(x)={\tfrac {1}{x}}}. Luego consideremos f(f(x)) = x, si se continua con este patrón se concluye que se obtiene x para un número par de composiciones y f(x) para un número impar. Esta misma idea se aplica a muchas otras funciones, como ser {\displaystyle f(x)={\tfrac {1}{1-x}},f(x)=1-x} entre otras.
Ejemplo 1: Encontrar todas las funciones f que cumplen que
{\displaystyle f(x+y)^{2}=f(x)^{2}+f(y)^{2}}
para todo x, y ∈ R.
Sea {\displaystyle x=y=0}: {\displaystyle f(0)^{2}=f(0)^{2}+f(0)^{2}}. Por lo tanto {\displaystyle f(0)^{2}=0} y {\displaystyle f(0)=0}.
Si, se hace {\displaystyle y=-x}:
{\displaystyle f(x-x)^{2}=f(x)^{2}+f(-x)^{2}}
{\displaystyle f(0)^{2}=f(x)^{2}+f(-x)^{2}}
{\displaystyle 0=f(x)^{2}+f(-x)^{2}}
Un cuadrado de un número real es no negativo, y la suma de números no negativos es cero solo si ambos números son 0. Por lo tanto {\displaystyle f(x)^{2}=0} para todo x y {\displaystyle f(x)=0} es la única solución.